# Награды Донецкой Народной Республики
Госуда́рственные награ́ды Доне́цкой Наро́дной Респу́блики — награды самопровозглашённой Донецкой Народной Республики, учреждённые Правительством ДНР согласно Закону Донецкой Народной Республики от 5 февраля 2016 года № 103-IHC «О государственных наградах», Указу Главы Донецкой Народной Республики от 12 апреля 2016 года № 100 «Об учреждении государственных наград» и Указу Главы Донецкой Народной Республики от 12 июня 2017 года № 141 «Об учреждении государственной награды».
В соответствии с законом, наградами Республики являются:
- звание Героя Донецкой Народной Республики;
- звание Героя Труда Донецкой Народной Республики;
- ордена Донецкой Народной Республики;
- знаки отличия Донецкой Народной Республики;
- медали Донецкой Народной Республики;
- звание «Почётный гражданин Донецкой Народной Республики»;
- почётные звания Донецкой Народной Республики.

Государственные награды Донецкой Народной Республики являются высшей формой поощрения граждан Донецкой Народной Республики за заслуги в области государственного строительства, экономики, науки, культуры, искусства и просвещения, укрепления законности, охраны здоровья и жизни, защиты прав и свобод граждан, воспитания, развития спорта, за значительный вклад в дело защиты Отечества и обеспечения безопасности государства, за активную благотворительную деятельность и иные заслуги перед государством.
Государственных наград могут быть удостоены иностранные граждане и лица без гражданства. Государственных наград могут быть удостоены воинские части и формирования за подвиги и отличия в боях по защите Республики, в контртеррористических операциях, за мужество и самоотверженность, проявленные в ходе выполнения учебно-боевых задач, за высокие показатели в боевой подготовке.

## Перечень наград

### Высшие награды
| Изображение награды                                              | Наименование награды                              | Дата учреждения     | Правила награждения | Источник |
| ---------------------------------------------------------------- | ------------------------------------------------- | ------------------- | --- | --- |
| Медаль «Золотая Звезда» Героя Донецкой Народной Республики       | Звание «Герой Донецкой Народной Республики»       | 3 октября 2014 года | Звание Героя Донецкой Народной Республики является высшей степенью отличия и присваивается за заслуги перед государством и народом, связанные с совершением геройского подвига во имя свободы, независимости и процветания Донецкой Народной Республики. Звание Героя Донецкой Народной Республики присваивается гражданам Донецкой Народной Республики, иностранным гражданам и лицам без гражданства. Присвоение звания Героя Донецкой Народной Республики может быть произведено посмертно. Звание Героя Донецкой Народной Республики присваивается Главой Донецкой Народной Республики или, в исключительных случаях, Президиумом Совета Министров. Герою Донецкой Народной Республики вручаются знак отличия — медаль «Золотая Звезда» и Грамота о присвоении звания Героя Донецкой Народной Республики. | Положение в Указе Главы ДНР от 12 апреля 2016 года № 100 «Об учреждении государственных наград» --- Учреждено 3 октября 2014 года. Первым удостоенным Звания стал В. П. Кононов. |
| Медаль «Золотая звезда» Героя Труда Донецкой Народной Республики | Звание «Герой Труда Донецкой Народной Республики» | 12 июня 2017 года   | Звание Героя Труда Донецкой Народной Республики является высшей степенью отличия за особые трудовые заслуги и выдающиеся достижения перед Республикой и её народом в государственной, социально-экономической, культурной и иных видах профессиональной деятельности. Звание Героя Труда Донецкой Народной Республики присваивается гражданам Донецкой Народной Республики, иностранным гражданам и лицам без гражданства. Звание Героя Труда Донецкой Народной Республики присваивается лицам, трудовые отличия которых, как правило, ранее были отмечены государственными наградами Донецкой Народной Республики. Герою Труда Донецкой Народной Республики вручается знак особого отличия — медаль «Золотая звезда Героя Труда Донецкой Народной Республики» и Грамота о присвоении звания.                 | Указ Главы Донецкой Народной Республики от 12 июня 2017 года № 141 «Об учреждении государственной награды» ---                                                                   |

### Ордена
| Изображение награды                       | Наименование награды | Дата учреждения     | Правила награждения | Источник |
| ----------------------------------------- | -------------------- | ------------------- | --- | --- |
|                                           | Орден Республики     | 12 апреля 2016 года | Орден Республики является одной из высших государственных наград Донецкой Народной Республики за особо выдающиеся заслуги перед Республикой и её народом, связанные с государственным и социально-экономическим развитием Донецкой Народной Республики, защитой государства и его граждан, укреплением авторитета Республики на международном уровне и иные особые заслуги перед народом Донецкой Народной Республики. Орденом награждаются граждане Донецкой Народной Республики, а также иностранные граждане и лица без гражданства. | Указ Главы Донецкой Народной Республики от 12 апреля 2016 года № 100 «Об учреждении государственных наград» |
| [[Предположительно_Орден_Дружбы_ДНР.jpg]] | Орден Дружбы         | 12 апреля 2016 года | Орденом Дружбы награждаются граждане Донецкой Народной Республики, иностранные граждане и лица без гражданства: - за особые заслуги в укреплении дружбы и сотрудничества между народами; - за заслуги в повышении авторитета Донецкой Народной Республики за рубежом; - за плодотворную деятельность по сближению и взаимообогащению культур наций и народностей; - за содействие в укреплении мира и дружественных отношений между государствами; - за активную деятельность по сохранению, приумножению и популяризации культурного и исторического наследия Донецкой Народной Республики; - за широкую благотворительную и гуманитарную деятельность; - за иные заслуги в популяризации достижений Донецкой Народной Республики в сфере экономики, культуры, искусства, спорта и иных достижений, а также в содействии проведению межгосударственного культурного обмена с Донецкой Народной Республикой. | Указ Главы Донецкой Народной Республики от 12 апреля 2016 года № 100 «Об учреждении государственных наград» |

### Знаки отличия
| Изображение награды                                             | Наименование награды | Дата учреждения                              | Правила награждения | Источник |
| --------------------------------------------------------------- | --- | -------------------------------------------- | --- | --- |
| С 2016 по 2020 год С 2020 года I степени II степени III степени | Знак отличия «За заслуги перед Республикой» (2016 — 2020 гг.) --- Знак отличия «За заслуги перед Донецкой Народной Республикой» I, II и III степени (с 2020 г.) | 12 апреля 2016 года --- 23 февраля 2020 года | Знаком отличия «За заслуги перед Республикой» награждались граждане Донецкой Народной Республики, а также иностранные граждане и лица без гражданства: - за плодотворную государственную и общественную деятельность, направленную на повышение благосостояния людей и укрепление могущества Донецкой Народной Республики; - за особые заслуги в гуманитарной, благотворительной деятельности, защите человеческого достоинства и прав граждан Донецкой Народной Республики; - за большой вклад в развитие производственной, научно-исследовательской, социально-культурной, дипломатической и иных сферах деятельности; - за мужество и отвагу, проявленные при защите Донецкой Народной Республики и её государственных интересов, обеспечении законности и правопорядка; - за успехи в развитии экономических, научно-технических и культурных связей между Донецкой Народной Республикой и другими государствами; - за заслуги в укреплении обороноспособности и безопасности Донецкой Народной Республики. --- Знаком отличия «За заслуги перед Донецкой Народной Республикой» I, II, III степени награждаются граждане Донецкой Народной Республики, а также иностранные граждане и лица без гражданства: - за плодотворную государственную и общественную деятельность, направленную на повышение благосостояния граждан и укрепление могущества Донецкой Народной Республики; - за особые заслуги в гуманитарной, благотворительной деятельности, защите человеческого достоинства и прав граждан Донецкой Народной Республики; - за большой вклад в развитие производственной, научно-исследовательской, социально-культурной, дипломатической и иных сфер деятельности; - за мужество и отвагу, проявленные при защите Донецкой Народной Республики и её государственных интересов, обеспечение законности и правопорядка; - за успехи в развитии экономических, научно-технических и культурных связей между Донецкой Народной Республикой и другими государствами; - за заслуги в укреплении обороноспособности и безопасности Донецкой Народной Республики. Знаком отличия «За заслуги перед Донецкой Народной Республикой» I, II, III степени с мечами награждаются военнослужащие из числа офицеров: - за мужество и отвагу, проявленные при защите Донецкой Народной Республики и её государственных интересов, обеспечение законности и правопорядка; - за заслуги в укреплении обороноспособности и безопасности Донецкой Народной Республики. | Указ Главы Донецкой Народной Республики от 12 апреля 2016 года № 100 «Об учреждении государственных наград» --- Указ Главы Донецкой Народной Республики от 23 февраля 2020 года № 34 «Об учреждении государственной награды»--- |
| I степени II степени III степени IV степени                     | Знак отличия «Георгиевский крест Донецкой Народной Республики» I, II, III и IV степени                                                                          | 29 мая 2014 года                             | Знаком отличия «Георгиевский крест Донецкой Народной Республики» награждаются военнослужащие из числа рядовых, младший и старший командирский состав, офицеры: - за проведение боевых операций по защите Отечества; - за успешно проведённые боевые операции, завершившиеся полным разгромом врага; - за боевые операции, ставшие образцом военного искусства; - за подвиги, которые служат примером доблести, отваги и мужества. Знак отличия имеет четыре степени, высшей степенью является I степень. Награждение знаком отличия осуществляется последовательно, от низшей степени к высшей. Знак отличия «Георгиевский крест ДНР» носится на левой стороне груди и располагается после орденов, перед медалями. Награждённые несколькими знаками отличия «Георгиевский крест ДНР» носят их, располагая последовательно. При ношении лент знаков отличия на планках они располагаются после орденских лент. --- Знак отличия «Георгиевский крест ДНР» был учреждён 29 мая 2014 года по инициативе И. И. Стрелкова и являлся высшей наградой в ДНР. Повторно был учреждён Указом Главы ДНР № 249 от 25 сентября 2017 года и Законом от 29 декабря 2017 года № 201-IНС как государственная награда --- 26 апреля 2022 года Главой ДНР был подписан указ закрепивший за Георгиевскими крестами вручёнными до 25 сентября 2017 года статус ведомственных наград. | Первым награждённым был боец с позывным «Кирпич», вторым и третьим, награждённые посмертно — бойцы Владислав Шестак и Владимир Ефименко, державшие оборону поселка Семёновка, героически погибшие при отражении лобовой танковой атаки. На январь 2015 года крестом I степени были награждены А. В. Захарченко (дважды), А. С. Павлов, А. Гребенкин (посмертно), И. Н. Безлер--- |
|                                                                 | Знак отличия «За заслуги в воспитании детей» | 29 декабря 2017 года                         | Знаком отличия «За заслуги в воспитании детей» награждаются родители (усыновители), состоящие в браке, зарегистрированном в органах ЗАГС, либо, в случае неполной семьи, один из родителей (усыновителей), которые воспитывают или воспитали пятерых и более детей, в том числе усыновленных, граждан Донецкой Народной Республики в соответствии с требованиями семейного законодательства, при условии проживания на территории Донецкой Народной Республики не менее 5 (пяти) лет. Награждение указанных лиц, производится по достижении пятым ребенком возраста пяти лет и при наличии в живых остальных детей, за исключением предусмотренных случаев. При награждении знаком отличия учитываются дети, погибшие или пропавшие без вести при защите Донецкой Народной Республики или её интересов, при исполнении воинского, служебного или гражданского долга, умершие вследствие ранения, контузии, увечья или заболевания, полученных при указанных обстоятельствах, либо вследствие трудового увечья или профессионального заболевания. Награждение знаком отличия усыновителей производится при условии достойного воспитания и содержания усыновленных детей в течение не менее пяти лет. Награждение знаком отличия не производится повторно, а также в случае ранее присвоенного женщине почётного звания Украины «Мать- героиня» либо аналогичных наград СССР, Российской Федерации, стран СНГ. Награждение знаком отличия производится ежегодно и приурочивается к 8 июля – Дню любви, семьи и верности. | Указ Главы Донецкой Народной Республики от 29 декабря 2017 года № 389 «Об учреждении государственной награды» |

### Медали
| Изображение награды                         | Наименование награды                          | Дата учреждения       | Правила награждения | Источник |
| ------------------------------------------- | --------------------------------------------- | --------------------- | --- | --- |
| реверс                                      | Медаль «За отвагу»                            | 25 марта 2020 года    | Медалью «За отвагу» награждаются военнослужащие, сотрудники Министерства внутренних дел Донецкой Народной Республики, Министерства по делам гражданской обороны, чрезвычайным ситуациям и ликвидации последствий стихийных бедствий Донецкой Народной Республики, Министерства государственной безопасности Донецкой Народной Республики, а также иные граждане Донецкой Народной Республики за личное мужество и отвагу, проявленные: - в боях по защите Донецкой Народной Республики и её государственных интересов; - при выполнении специальных заданий по обеспечению государственной безопасности Донецкой Народной Республики; - при защите Государственной границы Донецкой Народной Республики; - при исполнении воинского, служебного или гражданского долга, защите конституционных прав граждан и при других обстоятельствах, сопряженных с риском для жизни. Сведения о награждении Медалью подлежат внесению в личное дело, а также в трудовую книжку награжденного лица. Награждение Медалью может быть произведено посмертно. За совершение подвига, проявленные мужество, смелость и отвагу награждение Медалью может быть произведено повторно. | Указ Главы Донецкой Народной Республики от 25 марта 2020 года № 64 «Об учреждении государственной награды» --- |
| I степени II степени III степени IV степени | Медаль «За храбрость» I, II, III и IV степени | 29 сентября 2022 года | Медалью «За храбрость» награждаются лица, проявившие храбрость и самоотверженность при ведении боевых действий, обеспечении государственной безопасности и защите Государственной границы Донецкой Народной Республики, обеспечении общественной безопасности и охране общественного порядка, исполнении наказаний, в борьбе с преступностью, при спасении людей в чрезвычайных ситуациях, а также за смелые и решительные действия, совершенные при исполнении воинского или служебного долга в условиях, сопряженных с риском для жизни, из числа: - сотрудников органов внутренних дел, военнослужащих внутренних войск, государственных гражданских служащих и работников системы Министерства внутренних дел Донецкой Народной Республики; - военнослужащих, государственных гражданских служащих, работников органов государственной безопасности Донецкой Народной Республики; - работников органов прокуратуры Донецкой Народной Республики; - военнослужащих, государственных гражданских служащих и работников Министерства по делам гражданской обороны, чрезвычайным ситуациям и ликвидации последствий стихийных бедствий Донецкой Народной Республики, лиц, проходящих Государственную оперативно-спасательную службу; - сотрудников Государственной службы исполнения наказаний Министерства юстиции Донецкой Народной Республики. Медалью также могут награждаться граждане Донецкой Народной Республики, иностранные граждане и лица без гражданства за смелые и решительные действия, совершенные при исполнении гражданского долга в условиях, сопряженных с риском для жизни. Медаль имеет 4 степени. Награждение Медалью более высокой степени осуществляется за совершение новых заслуг. Медаль носится на левой стороне груди и при наличии других медалей Донецкой Народной Республики располагается после медали «За отвагу». Сведения о награждении Медалью подлежат внесению в личное дело, а также в трудовую книжку награжденного лица. Награждение Медалью может быть произведено посмертно. | Указ Главы Донецкой Народной Республики от 29 сентября 2022 года № 704 «Об учреждении государственной награды» |
|                                             | Медаль «За верность долгу и службу Родине»    | 15 февраля 2019 года  | Медалью «За верность долгу и службу Родине» награждаются граждане Донецкой Народной Республики, иностранные граждане, а также лица без гражданства из числа бывших военнослужащих Вооруженных Сил СССР, исполнявших служебные обязанности в Республике Афганистан в период с 01 апреля 1978 года по 15 февраля 1989 года. К награждению Медалью представляются вышеуказанные лица, соответствующие одному или нескольким требованиям: - имеют государственные награды Донецкой Народной Республики; - имеют ведомственные награды Донецкой Народной Республики; - внесли большой вклад в становление и развитие Донецкой Народной Республики, защиту её территориальной целостности и конституционного строя, укрепление обороноспособности государства, обеспечение общественной безопасности и правопорядка; - внесли большой вклад в укрепление международного авторитета Донецкой Народной Республики и развитие дружбы между народами. | Указ Главы Донецкой Народной Республики от 15 февраля 2019 года № 5з2 «Об учреждении государственной награды» |
|                                             | Медаль «За освобождение Дебальцево»           | 19 февраля 2020 года  | Медалью «За освобождение Дебальцево» награждаются: - военнослужащие Вооруженных Сип Донецкой Народной Республики, непосредственно принимавшие участие в боевой операции по освобождению города Дебальцево в период с 22 января 2015 года по 18 февраля 2015 года; - лица из числа организаторов и руководителей боевой операции по освобождению города Дебальцево в период с 22 января 2015 года по 18 февраля 2015 года; - лица, не имеющие статуса военнослужащих, непосредственно принимавшие участие в военной операции по освобождению города Дебальцево в период с 22 января 2015 года по 18 февраля 2015 года. Сведения о награждении Медалью подлежат внесению в личное дело, а также в трудовую книжку награжденного лица. Награждение Медалью может быть произведено посмертно. Повторное награждение Медалью не производится. | Указ Главы Донецкой Народной Республики от 19 февраля 2020 года № 28 «Об учреждении государственной награды» |
| реверс                                      | Медаль «За освобождение Мариуполя»            | 26 апреля 2022 года   | Медалью «За освобождение Мариуполя» награждаются непосредственные участники героического штурма и освобождения города Мариуполя в период с 25 февраля по 21 апреля 2022 года, а также организаторы и руководители боевых операций при освобождении города Мариуполя, из числа: - военнослужащих Вооруженных Сил Донецкой Народной Республики (в том числе лиц, призванных на военную службу по мобилизации); - военнослужащих Министерства государственной безопасности Донецкой Народной Республики; - военнослужащих внутренних войск Министерства внутренних дел Донецкой Народной Республики; - работников органов прокуратуры Донецкой Народной Республики, сотрудников органов внутренних дел, государственных гражданских служащих и работников системы Министерства внутренних дел Донецкой Народной Республики, включенных в состав боевых подразделений специальных формирований, создаваемых на военное время в соответствии с законодательством Донецкой Народной Республики в сфере обороны; - военнослужащих Вооруженных Сил Российской Федерации, других войск, воинских формирований и органов, специальных формирований, сотрудников органов внутренних дел Российской Федерации. | Указ Главы Донецкой Народной Республики от 26 апреля 2022 года № 155 «Об учреждении государственной награды» |
| реверс вариант реверса для ЧВК «Вагнер»     | Медаль «За освобождение Артемовска»           | 25 мая 2023 года      | Медалью «За освобождение Артемовска» (Бахмута) награждаются: - лица принимавшие непосредственное участие в освобождении города Артемовска в период с 24 февраля 2022 года по 20 мая 2023 года, а также организаторы и руководители боевых операций; - за отвагу и самоотверженность, проявленные в условиях, сопряженных с риском для жизни, подлежат награждению медалью лица, выполнявшие задачи по разминированию территории и объектов города Артемовска в период с 24 февраля 2022 года до момента окончания работ. Медаль носится на левой стороне груди. Сведения о награждении медалью подлежат внесению в личное дело, а также в трудовую книжку награждённого лица. Награждение медалью может быть произведено посмертно. Повторное награждение медалью не производится. | Учреждена Законом Главы Донецкой Народной Республики от 25 мая 2023 года № 449-IIНС «Об учреждении государственной награды»; Положение введено Указом Главы Донецкой Народной Республики от 30 мая 2023 года № 180 --- О медали на «geraldika.ru» |
| реверс                                      | Медаль «За освобождение Марьинки»             | 18 марта 2024 года    | Медалью «За освобождение Марьинки» награждаются: - лица принимавшие непосредственное участие в освобождении города Марьинки в ходе ведения боевых действий 3 июня 2015 года и в период с 24 февраля 2022 года по 25 декабря 2023 года, а также организаторы и руководители данных боевых операций; - за отвагу и самоотверженность, проявленные в условиях, сопряженных с риском для жизни, подлежат награждению Медалью лица, выполнявшие задачи по разминированию территории и объектов города Марьинки в период с 24 февраля 2022 года до момента окончания работ. Медаль носится на левой стороне груди и при наличии других медалей Донецкой Народной Республики располагается после медали «За освобождение Артемовска». Сведения о награждении медалью подлежат внесению в личное дело, а также в трудовую книжку награждённого лица. Награждение медалью может быть произведено посмертно. Повторное награждение медалью не производится. | Указ Главы Донецкой Народной Республики от 18 марта 2024 года № 102 «…О медали «За освобождение Марьинки…» |
| реверс                                      | Медаль «За освобождение Авдеевки»             | 18 марта 2024 года    | Медалью «За освобождение Авдеевки» награждаются: - лица принимавшие непосредственное участие в освобождении города Авдеевки в ходе ведения боевых действий в период с 24 февраля 2022 года по 17 февраля 2024 года, а также организаторы и руководители данных боевых операций; - за отвагу и самоотверженность, проявленные в условиях, сопряженных с риском для жизни, подлежат награждению Медалью лица, выполнявшие задачи по разминированию территории и объектов города Авдеевки в период с 24 февраля 2022 года до момента окончания работ. Медаль носится на левой стороне груди и при наличии других медалей Донецкой Народной Республики располагается после медали «За освобождение Марьинки». Сведения о награждении медалью подлежат внесению в личное дело, а также в трудовую книжку награждённого лица. Награждение медалью может быть произведено посмертно. Повторное награждение медалью не производится. | Указ Главы Донецкой Народной Республики от 18 марта 2024 года № 101 «…О медали «За освобождение Авдеевки…» |
| реверс                                      | Медаль «За освобождение Новгородского»        | 5 ноября 2024 года    | Медалью «За освобождение Новгородского» награждаются: - лица принимавшие непосредственное участие в освобождении посёлка городского типа Новгородское в ходе ведения боевых действий в период с 24 февраля 2022 года до момента окончания соответствующих работ. Медаль носится на левой стороне груди и располагается после медали «За освобождение Авдеевки» Сведения о награждении медалью подлежат внесению в личное дело, а также в трудовую книжку награждённого лица. Награждение медалью может быть произведено посмертно. Повторное награждение медалью не производится. | Указ Главы Донецкой Народной Республики от 5 ноября 2024 года № 563 «…О медали «За освобождение Новгородского…» |
| реверс                                      | Медаль «За освобождение Угледара»             | 11 февраля 2025 года  | Медалью «За освобождение Угледара» награждаются: - лица принимавшие непосредственное участие в освобождении города Угледара в период с 24 февраля 2022 года по 3 октября 2024 года, а также организаторы и руководители боевых операций; - за отвагу и самоотверженность, проявленные в условиях, сопряженных с риском для жизни, подлежат награждению медалью лица, выполнявшие задачи по разминированию территории и объектов города Артемовска в период с 24 февраля 2022 года до момента окончания работ. Медаль носится на левой стороне груди и располагается после медали «За освобождение Новгородского» Сведения о награждении медалью подлежат внесению в личное дело, а также в трудовую книжку награждённого лица. Награждение медалью может быть произведено посмертно. Повторное награждение медалью не производится. | Указ Главы Донецкой Народной Республики от 11 февраля 2025 года № 108 «…О медали «За освобождение Угледара…» |
|                                             | Медаль «За трудовую доблесть»                 | 12 апреля 2016 года   | Медаль «За трудовую доблесть» является государственной наградой для поощрения граждан Донецкой Народной Республики за значительные достижения в профессиональной деятельности, самоотверженный доблестный труд, мужество, проявленное при выполнении своих профессиональных обязанностей, весомый личный вклад в социально-экономическое, культурное, общественное развитие Донецкой Народной Республики. Первые награждения медалью «За трудовую доблесть» произведены в марте 2015 года. | Указ Главы Донецкой Народной Республики от 12 апреля 2016 года № 100 «Об учреждении государственных наград» |

### Юбилейные медали
| Изображение награды | Наименование награды                                                                                 | Дата учреждения       | Правила награждения | Источник                                                                                                |
| ------------------- | --- | --------------------- | --- | --- |
|                     | Юбилейная медаль «Год создания Донецкой Народной Республики»                                         | 23 апреля 2015 года   | Год назад в ознаменование первой годовщины образования Донецкой Народной Республики Указом Главы Донецкой Народной Республики А. В. Захарченко № 157 от 23 апреля 2015 года была учреждена юбилейная медаль «Год создания Донецкой Народной Республики». Медалью награждались граждане за особые заслуги в деле государственного строительства, самоотверженность и личное мужество, проявленное при организации и проведении Референдума о самоопределении Донецкой Народной Республики 11 мая 2014 года. Согласно положению о юбилейной медали, повторное награждение ею не производится. | Указ Главы Донецкой Народной Республики от 23 апреля 2015 года № 157 «Об учреждении медали»             |
|                     | Юбилейная медаль «75 лет Победы в Великой Отечественной войне 1941—1945 гг.»                         | 28 апреля 2020 года   | Юбилейной медалью «75 лет Победы в Великой Отечественной войне 1941—1945 гг.» награждались лица, проживающие в Донецкой Народной Республике, соответствующие следующим категориям: - военнослужащие и лица вольнонаемного состава, принимавшие в рядах Вооруженных Сил СССР участие в боевых действиях на фронтах Великой Отечественной войны, партизаны и члены подпольных организаций, действовавших в период Великой Отечественной войны на временно оккупированных территориях СССР; - труженики тыла, награжденные за самоотверженный труд в годы Великой Отечественной войны орденами и медалями СССР; - бывшие несовершеннолетние узники концлагерей, гетто и других мест принудительного содержания, созданных фашистами и их союзниками в период Второй мировой войны. В определённых случаях, юбилейной медалью также награждались лица, внёсшие значительный вклад в дело становления и развития Донецкой Народной Республики, в обеспечение её обороны и безопасности. Юбилейная медаль носится на левой стороне груди. При наличии других наград Донецкой Народной Республики располагается после них. | Указ Главы Донецкой Народной Республики от 28 апреля 2020 года № 123 «Об учреждении юбилейной медали»   |
| реверс              | Юбилейная медаль, посвящённая годовщине принятия в Российскую Федерацию Донецкой Народной Республики | 20 сентября 2023 года | Юбилейной медалью, посвящённой годовщине принятия в Российскую Федерацию Донецкой Народной Республики, награждаются лица , чьи значительные заслуги перед Донецкой Народной Республикой способствовали её принятию в состав Российской Федерации. К награждению медалью представляются вышеуказанные лица, имеющие при этом государственные награды Российской Федерации, поощрения Президента Российской Федерации или государственные награды Донецкой Народной Республики. Медаль носится на левой стороне груди и располагается после медалей Донецкой Народной Республики. Награждение медалью посмертно, как правило, не производится. В исключительных случаях по решению Главы Донецкой Народной Республики награждение Медалью может быть произведено посмертно. Повторное награждение медалью не производится. | Указ Главы Донецкой Народной Республики от 20 сентября 2023 года № 361 «Об учреждении юбилейной медали» |
| реверс              | Юбилейная медаль в ознаменование 10-летия Донецкой Народной Республики                               | 22 мая 2024 года      | Юбилейной медалью в ознаменование 10-летия Донецкой Народной Республики награждаются: - лица, принимавшие активное участие в осуществлении волонтерской, добровольческой, общественной или политической деятельности, меценатстве и внесшие значительный вклад в оказание содействия в становлении и развитии Донецкой Народной Республики; - передовые работники предприятий, учреждений и организаций, деятели образования, науки и культуры, а также иных сфер, чьи высокие показатели и доблестный труд обеспечили становление и развитие Донецкой Народной Республики. - военнослужащие — за отличные показатели в боевой и политической подготовке, высокие результаты в обеспечении войск и поддержании их боевой готовности. Медаль носится на левой стороне груди и располагается после юбилейной медали, посвященной годовщине принятия в Российскую Федерацию Донецкой Народной Республики. Сведения о награждении медалью подлежат внесению в личное дело, а также в трудовую книжку награжденного лица. Награждение медалью посмертно, как правило, не производится. В исключительных случаях по решению Главы Донецкой Народной Республики награждение Медалью может быть произведено посмертно. Повторное награждение медалью не производится. | Указ Главы Донецкой Народной Республики от 22 мая 2024 года № 258 «Об учреждении юбилейной медали»      |

### Почётные звания
| Изображение награды                         | Наименование награды                                     | Дата учреждения     | Правила награждения | Источник                                                                                           |
| ------------------------------------------- | -------------------------------------------------------- | ------------------- | --- | -------------------------------------------------------------------------------------------------- |
| Нагрудный знак Почётного гражданина         | Звание «Почётный гражданин Донецкой Народной Республики» | 5 февраля 2016 года | Звание «Почётный гражданин Донецкой Народной Республики» является высшим почётным званием Донецкой Народной Республики. Звание присваивается гражданам Донецкой Народной Республики, а в некоторых случаях иностранным гражданам и лицам без гражданства, за выдающиеся личные заслуги в деле социально-экономического, культурного и духовного развития Донецкой Народной Республики, способствовавшие укреплению её международного авторитета. Звание «Почётный гражданин Донецкой Народной Республики» присваивается Главой Донецкой Народной Республики. Положение о звании «Почётный гражданин Донецкой Народной Республики» и описание нагрудного знака утверждаются Указом Главы Донецкой Народной Республики. | Закон Донецкой Народной Республики от 5 февраля 2016 года № 103-IHC «О государственных наградах»   |
| Образец нагрудного знака к Почётным званиям | Почётные звания Донецкой Народной Республики             | 11 июля 2016 года   | Почётные звания присваиваются гражданам Донецкой Народной Республики, иностранным гражданам и лицам без гражданства за особые заслуги в профессиональной сфере. Всего введено 20 званий: - Почётное звание «Народный артист Донецкой Народной Республики»; - Почётное звание «Народный художник Донецкой Народной Республики»; - Почётное звание «Заслуженный артист Донецкой Народной Республики»; - Почётное звание «Заслуженный художник Донецкой Народной Республики»; - Почётное звание «Заслуженный деятель искусств Донецкой Народной Республики»; - Почётное звание «Заслуженный мастер народного творчества Донецкой Народной Республики»; - Почётное звание «Заслуженный работник культуры Донецкой Народной Республики»; - Почётное звание «Заслуженный работник физической культуры и спорта Донецкой Народной Республики»; - Почётное звание «Заслуженный врач Донецкой Народной Республики»; - Почётное звание «Заслуженный учитель Донецкой Народной Республики»; - Почётное звание «Заслуженный работник социальной защиты населения Донецкой Народной Республики»; - Почётное звание «Заслуженный строитель Донецкой Народной Республики»; - Почётное звание «Заслуженный работник жилищно-коммунального хозяйства Донецкой Народной Республики»; - Почётное звание «Заслуженный архитектор Донецкой Народной Республики»; - Почётное звание «Заслуженный работник связи Донецкой Народной Республики»; - Почётное звание «Заслуженный работник транспорта Донецкой Народной Республики»; - Почётное звание «Заслуженный шахтер Донецкой Народной Республики»; - Почётное звание «Заслуженный юрист Донецкой Народной Республики»; - Почётное звание «Заслуженный сотрудник органов внутренних дел Донецкой Народной Республики»; - Почётное звание «Заслуженный спасатель Донецкой Народной Республики». | Указ Главы Донецкой Народной Республики от 11 июля 2016 года № 220 «Об учреждении Почётных званий» |

### Награды государственных органов до 2016 года
| Изображение награды              | Наименование награды                              | Дата учреждения       | Правила награждения | Источник |
| -------------------------------- | ------------------------------------------------- | --------------------- | --- | --- |
| I степени II степени             | Орден Святого Архистратига Михаила I и II степени | 2014 год              | Орденом Святого Архистратига Михаила награждаются лица за выдающиеся заслуги на поприще благотворительности и милосердия, за большой личный вклад, направленный на поддержание профессиональных видов деятельности в сферах культуры, искусства, науки, образования, просвещения, спорта и молодёжной политики, в сфере сохранения и развития культурного достояния республики, поддержание её престижа на мировом уровне, а также за заслуги в деле становления государственности в Донецкой Народной Республике. Орден Святого Архистратига Михаила имеет две степени: - Орден Святого Архистратига Михаила I степени (с позолотой); - Орден Святого Архистратига Михаила II степени (с серебрением). Высшей степенью Ордена является I степень. Награждение Орденом Святого Архистратига Михаила производится последовательно, сначала Орденом II степени, затем Орденом I степени (могут быть исключения). Орден Святого Архистратига Михаила располагается на колодке, носится на левой стороне груди. Награждение Орденом Святого Архистратига Михаила производится Указом Главы Донецкой Народной Республики. | 30 декабря 2014 года орденом Святого Архистратига Михаила I степени был награждён руководитель фракции «Справедливая Россия» в Госдуме РФ С. М. Миронов |
| I степени II степени             | Орден Святителя Николая Чудотворца I и II степени | сентябрь 2014 года    | Орденом Святителя Николая Чудотворца награждаются военнослужащие и сепаратисты Донецкой Народной Республики: - за высокие личные показатели в служебной деятельности, храбрость и отвагу, проявленные при исполнении воинского долга; - за высокую боевую готовность войск и обеспечение обороноспособности; - за образцовое исполнение воинского долга военнослужащими (бойцами) подчинённых подразделений, частей, соединений, безупречное выполнение ими служебных обязанностей и достижение высокой боевой выучки. Орден Святителя Николая Чудотворца имеет две степени: - Орден Святителя Николая Чудотворца I степени (с позолотой); - Орден Святителя Николая Чудотворца II степени (с серебрением). Высшей степенью Ордена является I степень. Награждение Орденом Святителя Николая Чудотворца производится последовательно, сначала Орденом II степени, затем Орденом I степени. Орден Святителя Николая Чудотворца располагается на колодке, носится на левой стороне груди. Награждение Орденом Святителя Николая Чудотворца производится Указами Главы Донецкой Народной Республики по представлению министра обороны. | Орден Святителя Николая Чудотворца двух степеней первоначально вручался от имени Русского Обще-Воинского Союза — РОВС (члены которого воевали на стороне ДНР). После отставки Стрелкова и его возвращения (вместе с членами РОВС) в Россию, продолжает вручаться Главой ДНР (РОВС заявляет о незаконности). По состоянию на январь 2015 года орденом II степени награждён И. И. Стрелков и В. П. Кононов |
| I степени II степени III степени | Орден «За воинскую доблесть» I, II и III степени  | 20 сентября 2014 года | Орден «За воинскую доблесть» учрежден для награждения за заслуги в деле обороны ДНР как в военное, так и в мирное время, в обеспечении государственной безопасности. Орденом «За воинскую доблесть» награждаются: - военнослужащие Вооружённых сил ДНР, пограничных внутренних войск, сотрудники МГБ, а также лица рядового и начальствующего состава органов внутренних дел, принимавших участие в боевых операциях; - воинские части, соединения и объединения; - гражданские лица, внесшие вклад в достижения победы Вооружёнными силами ДНР; - военнослужащие и гражданские лица иностранных государств. Орден «За воинскую доблесть» имеет три степени. Награждение орденом «За воинскую доблесть» III степени производится: - за мужество, проявленное в бою, и образцовое выполнение специальных задач командования; - за уничтожение тяжелой техники (1-2 единицы) и живой силы противника; - за взятие в плен офицера противника. Награждение орденом «За воинскую доблесть» II степени производится: - за личное мужество и отвагу и умелое руководство боевыми действиями, способствовавшими успеху Вооружённых сил; - за уничтожение бронетехники (2-3 единицы) и живой силы противника; - за поступки, способствовавшие успеху боевых операций; - за обнаружение слабых мест обороны противника в результате личной разведки; - за находчивость и смелость в уничтожении огневой точки противника; - за спасение командира от угрожающей ему непосредственной опасности; - за уничтожение огневых средств противника огнём артиллерии или миномётов; - за организацию материально-технического обеспечения части (в том числе и гражданские лица); - за вывод из окружения части (подразделения) без потерь вооружения. Награждение орденом «За воинскую доблесть» I степени производится: - за уничтожение бронетехники (3 единицы и более) и живой силы противника; - за организацию и умелое руководство боевыми действиями, вдохновляющими на подвиги личный состав частей и подразделений; - за бой с превосходящими силами противника и выведение личного состава из-под огня; - за спасение и оказание помощи тяжело раненным под непрерывным огнём противника; - за своевременное обнаружение противника и причинение ему большого урона. Орден «За воинскую доблесть» может присваиваться независимо от степени. Орден носится на правой стороне груди и располагается последовательно по степеням. | Указ Главы Донецкой Народной Республики от 20 сентября 2014 года «Об учреждении ордена „За воинскую доблесть“» --- По состоянию на январь 2015 года ордена II степени удостоены А. С. Павлов и Г. Дубовой |
| реверс                           | Медаль «За боевые заслуги»                        | 2014 год              | Медаль «За боевые заслуги» учреждена для награждения за активное содействие успеху боевых действий, укрепление боевой готовности войск. Медалью «За боевые заслуги» награждаются военнослужащие Вооружённых сил Донецкой Народной Республики и других подразделений, принимавших и принимающих участие в боевых операциях. Награждение медалью «За боевые заслуги» производится: - за умелые, инициативные и смелые действия в бою, способствовавшие успешному выполнению боевых задач воинской частью, подразделением: - за личное мужество, умение и смекалку, проявленное в боях с армией противника; - за уничтожение бронетехники (1 единица) и живой силы противника; - за отличные успехи в боевой подготовке и поддержание боевой готовности воинских частей и их подразделений и другие заслуги во время прохождения службы; - возможно награждение гражданских лиц, проявивших отвагу и мужество в неординарных ситуациях. Медаль «За боевые заслуги» носится на левой стороне груди. | По состоянию на январь 2015 года медалью «За боевые заслуги» было награждено около 40 человек |
| реверс                           | Медаль «За оборону Славянска»                     | 23 июля 2014 года     | Медаль «За оборону Славянска» является ведомственной наградой Министерства обороны Донецкой Народной Республики. Учреждена 23 июля 2014 года с целью награждения участников обороны города Славянска. В тексте документа, подписанного министром обороны И. И. Стрелковым, сообщается, что «…медалью награждаются ополченцы, непосредственно принимавшие участие в боевых действиях и в несении боевой службы по защите города, а также гражданские лица, находившиеся в Славянске в период его обороны и своей деятельностью внесшие весомый вклад в дело его защиты…». Медалью «За оборону Славянска» под № 0001 был награждён гражданин Франции украинского происхождения, участвовавший в «обороне города» в качестве военного корреспондента «народного ополчения ДНР», Юрий Юрченко. Медаль ему была вручена лично экс-министром обороны ДНР И. И. Стрелковым в октябре 2014 года в Москве, в госпитале, где военкор находился на лечении после ранения. | Медаль «За оборону Славянска» учреждена И. И. Стрелковым, в период, когда он занимал пост министра обороны ДНР. Вручается Министром обороны ДНР и Стрелковым (от лица ОД «Новороссия») |
|                                  | Медаль «За оборону Шахтёрска»                     | октябрь 2015 года     | Медаль «За оборону Шахтёрска» является ведомственной наградой Министерства обороны Донецкой Народной Республики. Учреждена с целью награждения сепаратистов, оборонявших в июле 2014 года донецкий город Шахтёрск. Украинские силовики пытались отбить город, намереваясь таким образом отрезать сообщение Донецкой Народной Республики с ЛНР и Россией, что им не удалось, а в феврале 2015 года линия фронта была отодвинута от города. Лента медали повторяет ленту российского ордена Мужества, но с наложением на неё триколора государственного флага ДНР. Медаль «За оборону Шахтёрска» носится на левой стороне груди и располагается после государственных наград Донецкой Народной Республики. | Первая медаль «За оборону Шахтёрска» предназначенная для Главы ДНР А. В. Захарченко 6 ноября 2015 года была передана им городу Шахтёрску. Таким образом Шахтёрск стал первым городом ДНР, на знамени которого появилась боевая награда |
|                                  | Медаль «Сражение за Саур-Могилу»                  | 2015 год              | Медаль «Сражение за Саур-Могилу» является ведомственной наградой Министерства обороны Донецкой Народной Республики. Учреждена с целью награждения сепаратистов, оборонявших с 12 июня по сентябрь 2014 года известную ещё со времён Великой Отечественной войны высоту 277,9 — курган в Донецкой области, в Шахтёрском районе (Саур-Могила), на которой был установлен обелиск Советским воинам. В результате действий сепаратистов бригады «Восток» украинские войска, численность которых превосходила 4 тысячи человек, не только были вынуждены отступить от кургана, но и оказались окружены в «Амвросиевском котле». Первое вручение медалей «Сражение за Саур-Могилу» состоялось в 2015 году, 6 мая — медалью были награждены все сепаратисты, принимавшие участие в обороне высоты. Награды погибших бойцов были переданы их родственникам. Медаль «Сражение за Саур-Могилу» носится на левой стороне груди и располагается после государственных наград Донецкой Народной Республики. | Медаль «Сражение за Саур-Могилу» учреждена Приказом Министра обороны Донецкой Народной Республики в 2015 году |
|                                  | Медаль «За оборону Горловки»                      | октябрь 2015 года     | Медаль «За оборону Горловки» является ведомственной наградой Министерства обороны Донецкой Народной Республики. Учреждена с целью награждения сепаратистов, оборонявших в июле-августе 2014 года донецкий город Горловка. 1 сентября 2014 года сепаратистами было прорвано окружение Горловки. В период с 1 по 5 сентября сепаратисты ДНР взяли под свой контроль пригороды Горловки и таким образом отодвинули линию фронта от города. Медаль «За оборону Горловки» носится на левой стороне груди и располагается после государственных наград Донецкой Народной Республики. | Медаль «За оборону Горловки» учреждена Приказом Министра обороны Донецкой Народной Республики в октябре 2015 года |
| реверс                           | Медаль «За оборону Иловайска»                     | 2014 год              | Медаль «За оборону Иловайска» является ведомственной наградой Министерства обороны Донецкой Народной Республики. Медаль была учреждена в 2014 году, но разработка внешнего вида награды затянулась, и впервые она появилась только в 2016 году. В разработке награды участвовало несколько авторов, каждый отстаивал свой вариант медали, например проекты А. Яковлева (Казахстан, 2015) или А. Глушко, П. Корнакова и А. Вайнгольца (Москва, 2016). В итоге, автором новой медали стал художник-геральдист В. Мартыненко (Донецк). Медаль «За оборону Иловайска» носится на левой стороне груди и располагается после государственных наград Донецкой Народной Республики. | Первые награждения медалью были произведены в октябре 2016 года. Медалью № 0001 (посмертно) был награждён Герой ДНР А. С. Павлов («Моторола»). В 2018 году на въезде в город Иловайск был установлен памятный знак в виде этой медали. |
| реверс                           | Медаль «Воин-интернационалист»                    | октябрь 2015 года     | Медаль «Воин-интернационалист» является ведомственной наградой Министерства обороны Донецкой Народной Республики. Учреждена с целью награждения иностранных граждан состоящих в рядах Вооружённых сил ДНР и участвующих в боевых действиях во благо становления государственности Донецкой Народной Республики. Медаль «Воин-интернационалист» носится на левой стороне груди и располагается после государственных наград Донецкой Народной Республики. | Информация о награждении медалью «Воин-интернационалист» гражданина Колумбии с позывным Альфонсо |

## Галерея

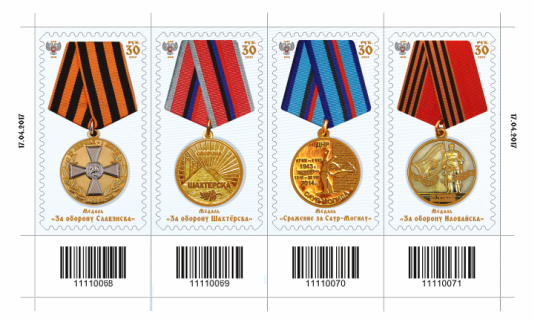
Серия почтовых марок «Боевые награды Министерства обороны Донецкой Народной Республики»